# Monoploid
Monoploid – organizm, w którego komórkach somatycznych występuje jeden zespół chromosomów niehomologicznych, nazywany podstawowym zespołem chromosomów. Liczbę chromosomów zespołu podstawowego określa się liczbą podstawową (x). U monoploidów jest ona równa liczbie haploidalnej (n), ale u innych haploidów n jest wielokrotnością x.

## Zwierzęta
U większości gatunków zwierząt monoploidalność jest rzadkim zaburzeniem. Monoploidalne komórki nie mogą ulegać podziałom mejotycznym, dlatego osobniki z tym zaburzeniem są zwykle sterylne.
Normalnie monoploidalne są jednak na przykład samce pszczół, os i mrówek. Samce u tych gatunków rozwijają się partenogenetycznie, czyli z niezapłodnionego jaja. Do wytworzenia gamet dochodzi zaś w wyniku mitozy. Jest to tak zwana haplodiploidalność.

## Rośliny

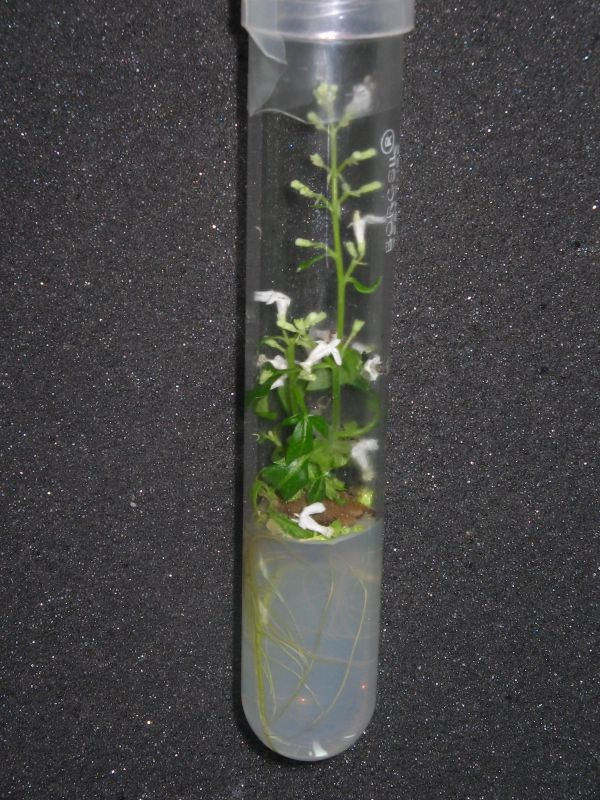
Monoploidy roślin uzyskuje się metodami biotechnologicznymi

Monoploidy są kategorią roślin haploidalnych rzadko występujących w naturze.
Zyskały za to duże znaczenie w hodowli roślin dzięki uzyskiwaniu metodami biotechnologicznymi. Główna korzyść z uzyskanych monoploidów polega na możliwości otrzymywania linii czystych, które służą do wytwarzania mieszańców heterozyjnych o przewidywalnych cechach. Monoploidy umożliwiają też ujawnienia korzystnych dla człowieka cech recesywnych. Mogą one być obecne, ale ukryte (w wyniku heterozygotyczności) u osobników macierzystych.
Monoploidy są zwykle sterylne, możliwe jest stosunkowo proste uzyskanie z nich w pełni homozygotycznych diploidów. W tym celu traktuje się tkankę merystematyczną kolchicyną. Związek ten hamuje wytwarzanie wrzeciona mitotycznego, co skutkuje zwielokrotnieniem liczby chromosomów w powstających komórkach. Niekiedy dochodzi do spontanicznej diploidyzacji dzielących się komórek stożka wzrostu pędu.